# Albert Hall (actor)
Albert W. Hall (Brighton, Alabama, 10 de noviembre de 1937) es un actor estadounidense de cine y televisión, reconocido por haber interpretado los papeles de Chief Phillips en la película bélica de 1979 Apocalypse Now, a Seymore Walsh en la serie Ally McBeal y a Baines en la película de Spike Lee de 1992 Malcolm X.

## Filmografía

### Cine y televisión
- Cotton Comes to Harlem (1970) - Detective
- Willie Dynamite (1974) - Pointer
- Leadbelly (1976) - Dicklicker
- Apocalypse Now (1979) - Chief Phillips
- Cry Freedom (1981) - Haraka
- The Night They Saved Christmas (1984) - Loomis
- Trouble in Mind (1985) - Leo
- La cabaña del tío Tom (1987) - Quimbo
- Betrayed (1988) - Al Sanders
- The Fabulous Baker Boys (1989) - Henry
- Music Box (1989) - Mack Jones
- Malcolm X (1992) - Baines
- Rookie of the Year (1993) - Martinella
- Major Payne (1995) - General Decker
- Devil in a Blue Dress (1995) - Odell
- The Great White Hype (1996) - Manager
- Courage Under Fire (1996) - Orador
- Get on the Bus (1996) - Craig
- Jimi (1996) - Boxcar
- Anarchy TV (1998) - Bobby
- Beloved (1998)
- Apocalypse Now Redux (2001)
- Ali (2001) - Elijah Muhammad
- Honeydripper (2007) - Reverendo Cutlip
- National Treasure: Book of Secrets (2007) - Dr. Nichols
- Not Easily Broken (2009) - Obispo Wilkes